# Daniel Hernández (ur. 2001)
Jesús Daniel „Primo” Hernández Casiano (ur. 1 sierpnia 2001 we Florencio Villarreal) – meksykański piłkarz występujący na pozycji skrzydłowego, od 2024 roku zawodnik Leónu.